# Josef Anton Mesmer

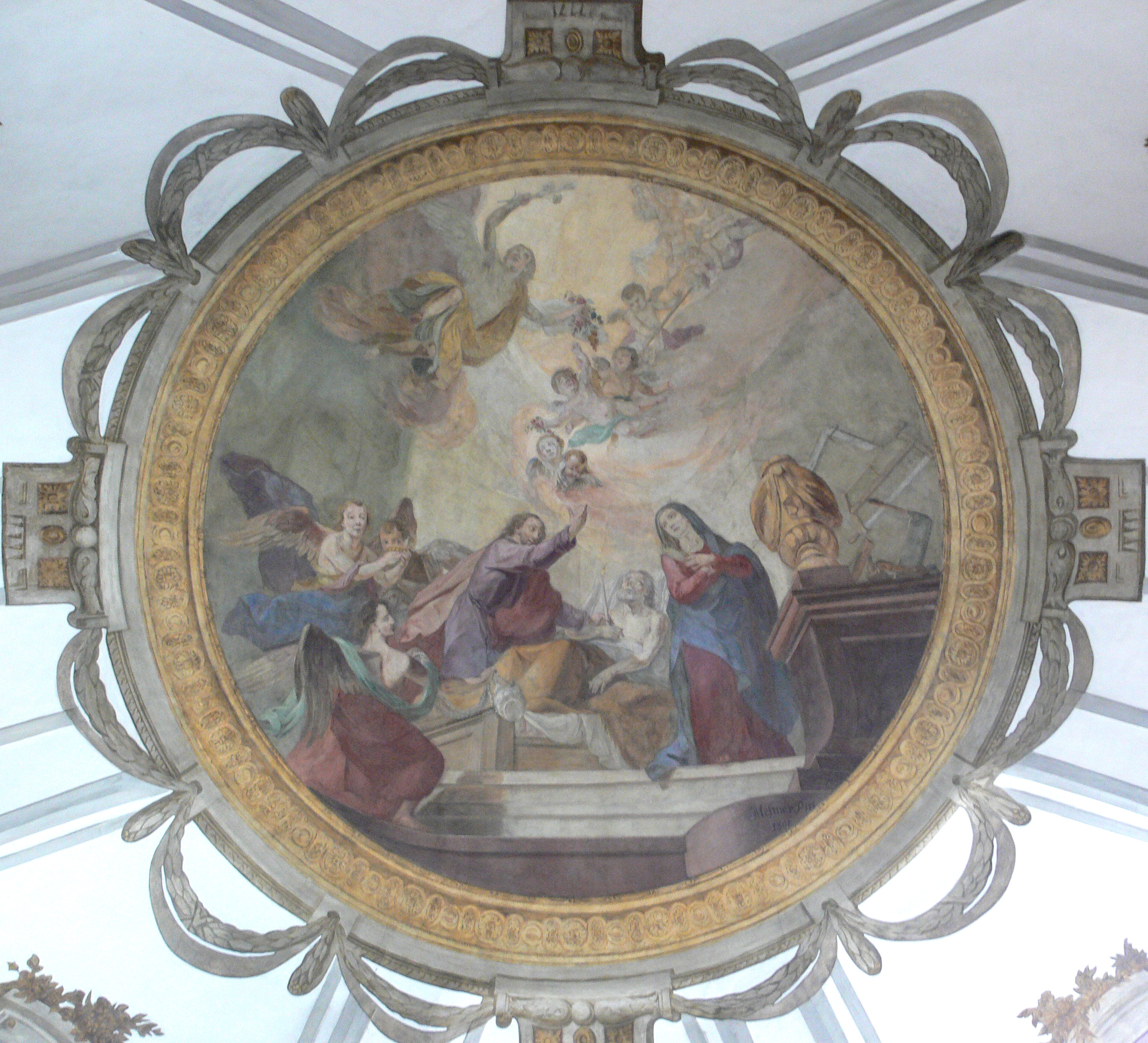
„Tod des hl. Joseph“, Deckengemälde in der Pfarrkirche St. Martin, Aulendorf

Josef Anton Mesmer (auch Messmer; * 28. Mai 1747 in Hohentengen; † 28. Januar 1827 in Saulgau) war ein Kirchenmaler des Barock in Oberschwaben und der Schweiz.

## Leben und Werk
Mesmer kam als viertes Kind des in Oberschwaben bekannten Kunstmalers Johann Georg Mesmer aus Saulgau und dessen Ehefrau Theresia, geb. Rueschin (* 3. Oktober 1717; † 4. Oktober 1808) zur Welt. Aus dieser Ehe gingen sechs Söhne und fünf Töchter hervor.
Er lernte zunächst bei seinem Vater und studierte dann von 1765 bis 1770 an der Kunstakademie in Wien. Seine Studienreisen führten ihn unter anderem nach Italien. Viele noch erhaltene Rötel-Zeichnungen zeugen von dieser Zeit.
Als Kirchenmaler schuf Mesmer Fresken, Kreuzwege und Altarblätter in katholischen Kirchen in Oberschwaben und in der Schweiz.

## Werke (Auswahl)
Deutschland
- Pfarrkirche St. Martin, Aulendorf, 1801 (Deckenfresko und Altarblatt der Sebastianskapelle)

Schweiz
- Kirche Feusisberg, Schwyz, 1783
- Kirche St. Jakob, Cham, Zug, 1785

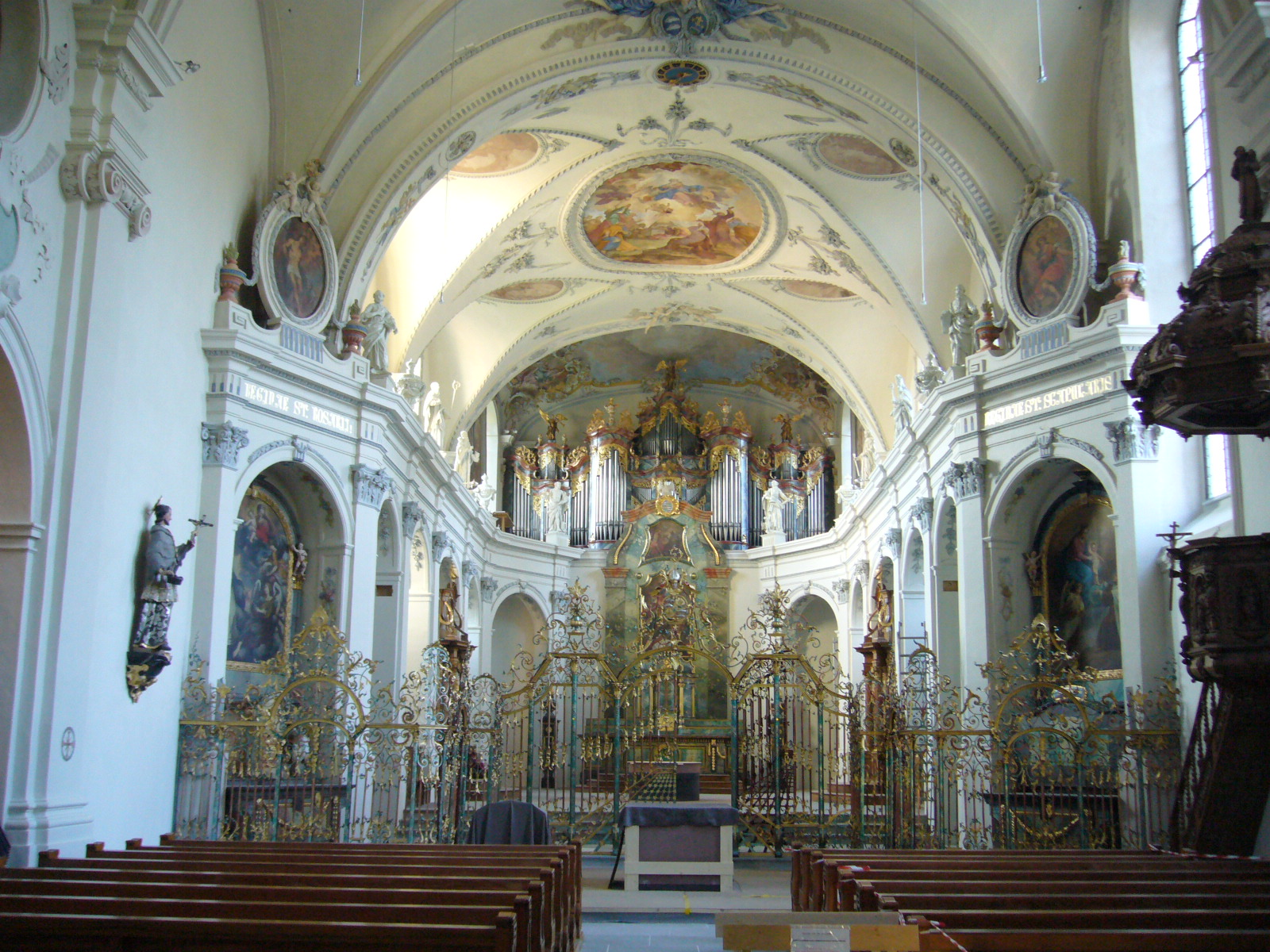
Klosterkirche Fischingen

- Kirche Ruswil, Luzern, 1785 und 1791
- Kirche Geiss, Luzern, 1786
- Kirche Muotathal, Schwyz, 1788
- Kirche Ebikon, Luzern, 1792/93
- Pfarrkirche St. Josef, Bettwil, Aargau, 1794
- Pfarrkirche Mariä Geburt, Sins, Aargau, 1795
- Klosterkirche Fischingen, Thurgau, 1795
- Kirche Seelisberg, Uri, 1795
- Kirche Schattdorf, Uri, 1796
- Kapelle St. Verena, Aettenschwil, Aargau, 1796
- Kirche Wollerau, Schwyz
- Pfarrkirche St. Martin, Altdorf, 1809
- Kirche Isenthal, Uri, 1821
- Kirche Kaltbrunn, St. Gallen, 1821
- Kirche Gersau, Schwyz, 1800